# Hanns Katz
Hanns Katz (24. července 1892 Karlsruhe, Německo – 17. listopadu 1940 Johannesburg, Jihoafrická republika) byl německý malíř. Byl jedním z mnoha německých umělců, jejichž dílo bylo v roce 1933 odsouzeno jako zvrhlé umění a v roce 1937 vystaveno na výstavě Entartete Kunst v Mnichově.

## Život
Po maturitě odešel do Paříže na krátký studijní pobyt do ateliéru Henriho Matisse.
V letech 1913 až 1918 studoval Katz malířství, dějiny umění a architekturu v Karlsruhe, Heidelbergu a Mnichově. Jeho práce ukazují vliv Maxe Beckmanna a Nové věcnosti. Podporoval jej kritik umění Max Osborn. Katz se stal v roce 1920 členem umělecké skupiny Ghat.
Katz si vzal klavíristku Franzisku Ehrenreich a v roce 1920 se přestěhovali do Frankfurtu . Architekt Otto Fucker navrhl a postavil v roce 1927 pro Hannse Ludwiga Katze a jeho manželku rezidenční a ateliérovou budovu ve Frankfurt-Eschersheimu, ve které paní Katzová pořádaly koncerty.
Po roce 1933 byl Katz aktivní v židovské kulturní lize Frankfurt. V roce 1935, rok po náhlé smrti své ženy, plánoval vybudovat židovskou osadu v Jugoslávii.
V roce 1936 si Katz vzal Ruth Wolfovou a emigroval s ní do Jižní Afriky. V roce 1937 byly jeho práce veřejně odsouzeny jako Zvrhlé umění.
Některá jeho díla má ve sbírkách Jihoafrická národní galerie. Od 24. listopadu 1993 do 27. února 1994, galerie představila retrospektivu jeho prací. Výstava proběhla za podpory německé spolkové vlády a Lufthansy.

## Galerie

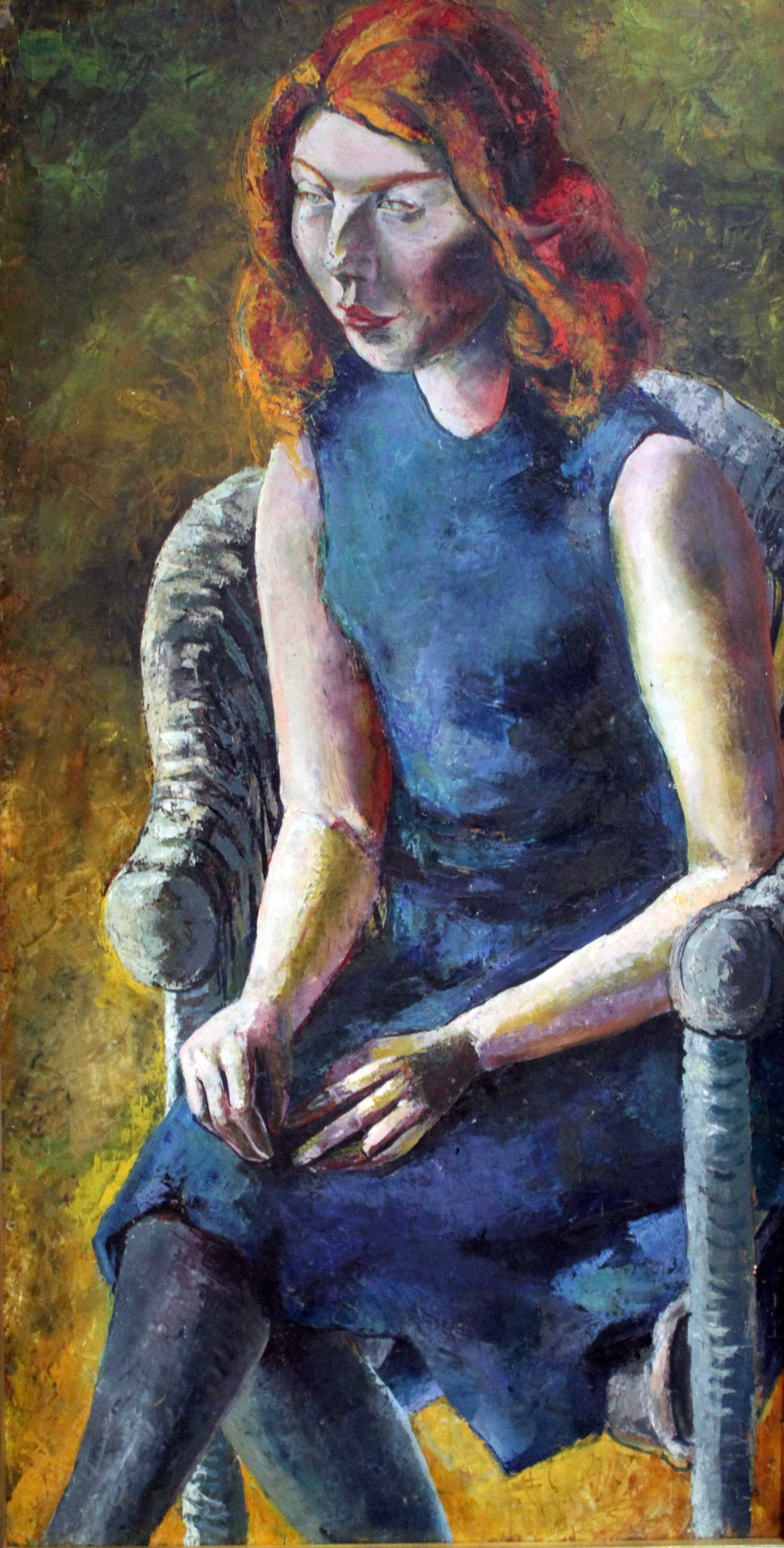
Junge Frau im Korbstuhl anagoria
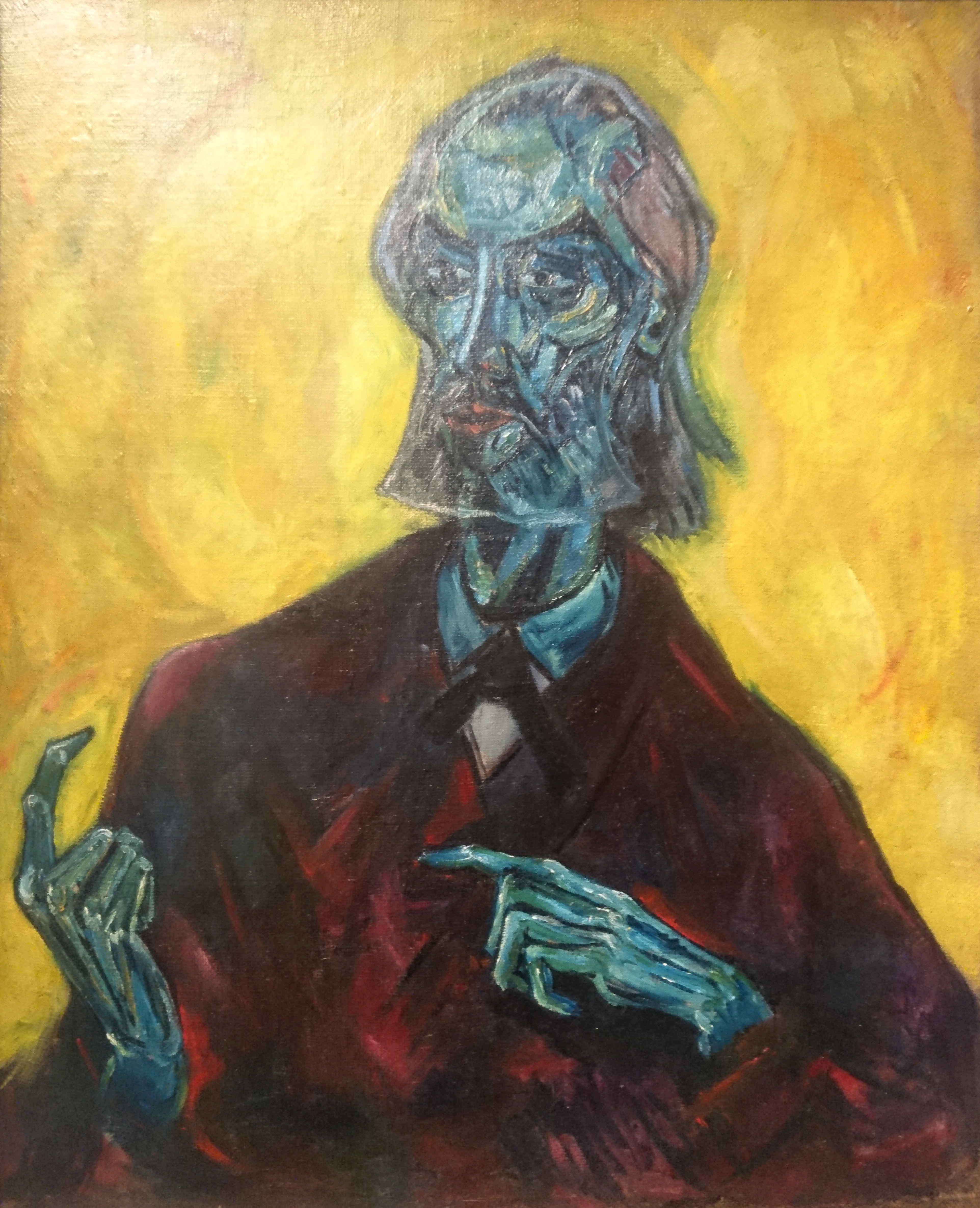
En mémoire de Gustave Landauer-Hanns Ludwig Katz-Musée juif de Berlin
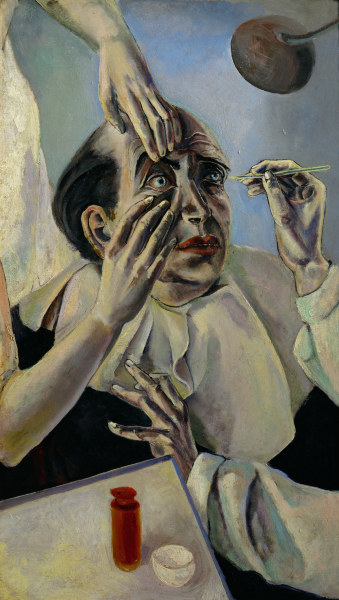
Augenoperation, 1929
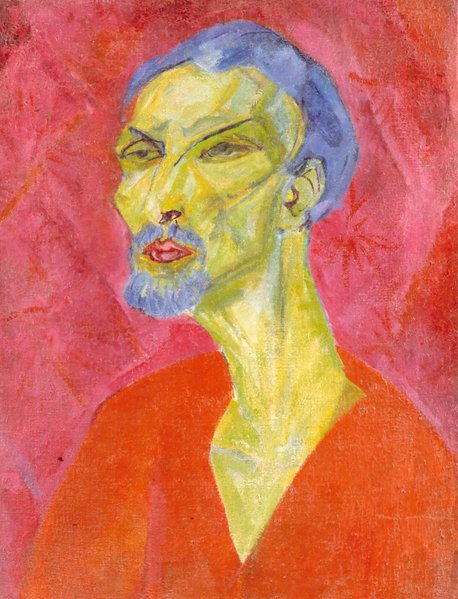
Männliches Bildnis, 1920
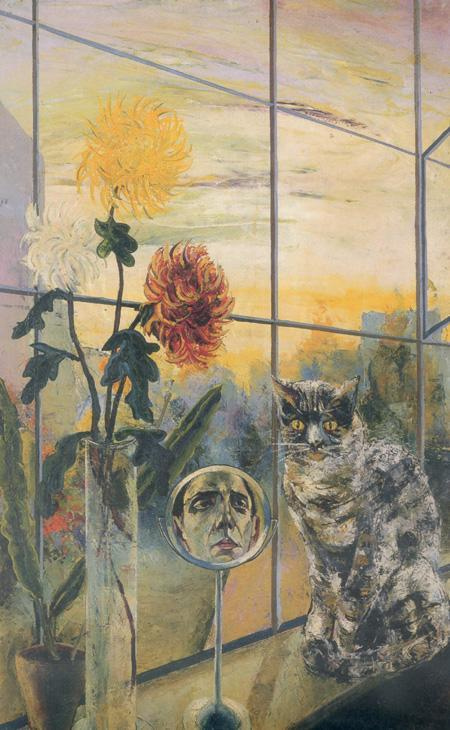
Hanns Ludwig Katz, autoportrét
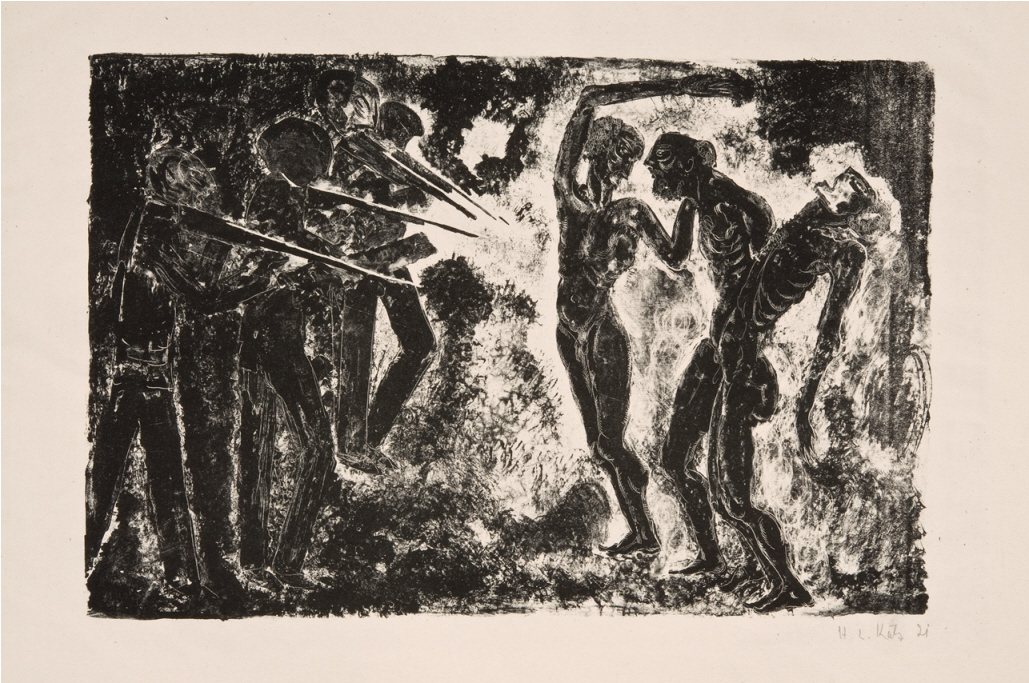
Standgericht Exekution